# Xenofon
Xenofon (cirka 430 f.Kr.- cirka 354 f.Kr.) var en græsk officer og forfatter.
'Xenofon blev født i Athen omkring 425 f.Kr. i en velhavende familie. Han viser i sine værker, at han er veluddannet med  godt kendskab til den toneangivende litteratur. I 20-års alderen mødte han filosoffen Sokrates og sluttede sig til hans kreds. Xenofon var stærkt præget af den berømte filosof og bevarede gennem hele livet en indgående interesse for emner som etik, opdragelse og pædagogik sammen med skepsis for demokratiet.
Han deltog i Kyros' oprør 401 f.Kr. og anførte mesterligt de 10.000 grækeres hjemtog. Han var stabsofficer hos Agesilaos af Sparta og måtte gå i eksil fra 394 f.Kr. Under sin landsforvisning boede Xenofon på et landsted nær ved Olympia sammen med sin kone og to børn. Her begyndte han det forfatterskab, som han er berømt for 2400 år efter.
Xenofon skrev både praktiske håndbøger om ridning og hesteopdræt, værker om økonomi og statsforfatning, om den gode familiefar og egentlige historiske værker. Hans bog Anabasis regnes for den første krigsreportage. Hans erindringer om Sokrates (Memorabilia) går for at være en af verdens første biografier, lige som Kyrupædien ("Kyros' opdragelse") kaldes verdenshistoriens første dannelsesroman. Alt i alt tre nyskabelser, der har overlevet til vores tid.
Derudover skrev han Hellenika, et historisk værk der skulle tage tråden op, hvor Thukydid slap. Således beskriver han de dele af Den Peloponnesiske Krig, som Thukydid ikke nåede.
Mens hans værker lever videre, forsvinder Xenofon næsten fuldstændigt fra historien efter at have bosat sig på landstedet. Vi ved bare, at han 371 f.Kr. måtte flygte til Korinth, hvor han opholdt sig et generelt amnesti til landsforviste fra Athen. Sandsynligvis benyttede han sig af det og vendte tilbage til sin fødeby, hvor han døde ca. 354 f.Kr.